# 森さやか (ソフトボール)
森 さやか（もり さやか、1988年9月29日 - ）は、埼玉県入間郡毛呂山町出身の女子ソフトボール選手（外野手）。元ビックカメラ高崎ビークイーン所属。元ソフトボール日本代表。2021年開催の東京オリンピック金メダリスト。

## 経歴
埼玉県毛呂山町出身。ソフトボールは小学4年生の頃から地元のソフトボールチームに入団し始めた。
2013年、日本リーグで首位打者に輝いた。
2021年、東京オリンピック日本代表として金メダル獲得。同シーズン終了をもって現在引退。

## 選手としての特徴
打撃の経験が豊富なことから「打撃の職人」と言われている。

## 人物・エピソード
東京オリンピック日本代表として金メダルを獲得した功績をたたえ、2022年2月1日、毛呂山町役場前に記念のゴールドポスト（第61号）が設置された（ゴールドポストプロジェクト）。

## 詳細情報

### 日本リーグ個人表彰
- 2013年 - 首位打者賞（.500）、ベストナイン賞（指名選手）
- 2017年 - ベストナイン賞（指名選手）
- 2019年 - ベストナイン賞（指名選手）

### 背番号
- 11（2011 - 2021）